# 천자문 (대구광역시)
천자문(千字文)은 대구광역시 남구에 있는, 조선 중기 서예가인 한호(韓濩, 1543~1605)의 필적으로, 효종 1년(1650)에 목활자로 간행한 책이다. 2013년 10월 30일 대구광역시의 유형문화재 제69호로 지정되었다.

## 개요
이 책은 조선 중기 서예가인 한호(韓濩, 1543~1605)의 필적으로, 효종 1년(1650)에 목활자로 간행한 『천자문(千字文)』이다. 아동용의 한자 교육서적으로 글자마다 한글 소자의 발음, 의미와 성조가 부기되어 있다. 인쇄가 매우 선명하고, 신축본(辛丑本, 1601)의 중보본(重補本)으로서 조선중기 한자음의 변천을 구명할 수 있으며, 권말에 수록된 인출기를 통해 최초 판각시기와 증보시기를 파악할 수 있어 조선 중기의 『천자문』간행연구에 중요한 자료이다. 현재 전하는 대부분의 『천자문』이 목판본인데 비해, 특대형 목활자로 인출된 희귀본이란 점에서 서지학적 자료로서 가치가 있다.

## 참고 문헌
- 천자문 - 국가유산청 국가유산포털